# 40살까지 못해본 남자
《40살까지 못해본 남자》(영어: The 40-Year-Old Virgin)는 2005년 개봉한 미국의 로맨틱 코미디 영화이다. 저드 애퍼타우의 첫 감독 작품이며, 애퍼타우는 주연 스티브 커렐과 공동 각본도 작성하였다. 애퍼타우는 그 뒤로 《사고친 후에》(2007), 《퍼니 피플》(2009), 《디스 이즈 40》(2012), 《나를 미치게 하는 여자》(2015)와 같은 성공적인 영화 작품을 감독하였다. 영화 내에 나오는 대사 상당량은 즉흥 대화로 이루어졌다. 이 영화는 2005년 8월 19일 북아메리카에서 극장 개봉하였다.

## 출연진
- 스티브 커렐 - 앤디 스티처 역
- 캐서린 키너 - 트리시 역
- 폴 러드 - 데이비드 역
- 로머니 맬코 - 제이 역
- 세스 로건 - 캘 역
- 엘리자베스 뱅크스 - 베스 역
- 레슬리 맨 - 니키 역
- 제인 린치 - 폴라 역
- 캣 데닝스 - 말라 피드몬트 역
- 민디 케일링 - 에이미 역
- 킴벌리 페이지 - 스피드 데이팅 참가자 역
- 낸시 월스 - 헬스 클리닉 상담원
- 시드릭 야브로 - 진료소 아빠 1 역
- 데이비드 케크너 - 진료소 아빠 2 역
- 닉 래셔웨이 - 진료소 소년 역
- 조나 힐 - 이베이 고객 역
- 조던 매스터슨 - 마크 역
- 재즈먼 - 매춘부 역
- 리 위버 - 조 역
- 케빈 하트, 웨인 페더먼 - 스마트 테크 고객
- 스토미 대니얼스 - 포르노 스타 역
- 브리아나 브라운, 힐러리 셰퍼드, 배럿 스와텍 - 바의 여성들 역
- 칼라 갤로 - 발가락 빠는 여성 역
- 머리사 구터먼 - 치아 교정기를 찬 여자애 역
- 로즈 아브두 - 식당 손님 역
- 라우던 웨인라이트 3세 - 성직자 역
- 제나 피셔 - 여성 1 역 (크레디트 미기재)
- 필리스 스미스 - 앤디의 어머니 역 (크레디트 미기재)

## 이모저모
해당 영화가 본인의 영화 각본을 표절했다며 희극인 겸 영화 각본가 김용이 2006년 2월 미국 UIP사를 상대로 소송을 제기했다.